# Adeste fideles

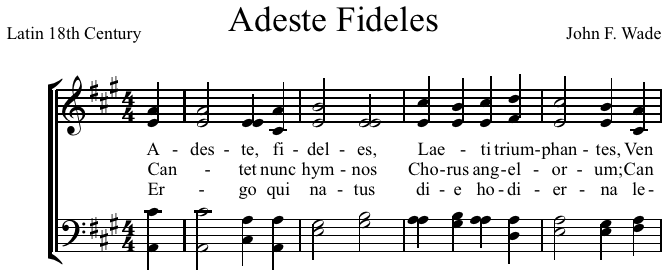
Primele măsuri din Adeste Fideles.

Adeste fideles sau O Come All Ye Faithful e o colindă renumită în Occident, mai cu seamă în țările anglofone, dar nu exclusiv; colinda fie de început, fie de încheiere din rânduiala slujbei colindelor (Carols Service).
Se pare că "Adeste fideles" ar fi fost scrisă în 1743, de către John Francis Wade, profesor de muzică, englez refugiat la Douai (Franța).
În 1860, Adeste fideles apare în Evening Offices of the Church. John Francis Wade a mai publicat-o în Cantus Diversi (1751). Următoarea publicare s-a făcut în cartea lui Samuel Webbe: An Essay on the Church Plain Chant (1782).

## Traduceri în limbi profane
Strofele latinești 1-3 și 6 au fost traduse în engleză de Frederick Oakeley în 1841, pe când strofele 4 și 5 au fost traduse și adăugate mai târziu de William Thomas Brooke. Acest text complet a fost publicat pentru prima dată în imnarul lui Murray în 1852.
Există multe versiuni ulterioare ale „Adeste fideles” adaptate în diferite limbi moderne, cu variații între variantele catolice și protestante; astfel în franceză cântecul protestant se intitulează « Ô Peuple fidèle, Jésus vous appelle » (în română, „O, oameni credincioși, Isus vă cheamă”), în timp ce titlul catolic este « Ô Peuple fidèle, Jésus vous appelle » (în română, „O, Oameni credincioși, Domnul vă cheamă”); în germană protestanții cântă «Herbei, o ihr Gläub'gen» (în română, „Veniți aici, credincioșilor”), iar catolicii «Nun freut euch, ihr Christen» (în română, „Bucurați-vă acum, creștinilor”).
Traducerea în franceză de Jean-François Borderies se străduiește să se armonizeze cu melodia și include șase strofe (1. Ô peuple fidèle - 2. Dans une humble étable - 3. O Christ, Roi des anges - 4. Troublant de mystère - 5. Il vient sur la terre - 6. Esprits de lumière). Este de remarcat că traducătorul aduce o variantă la sfârșitul fiecărui refren.
În limba germană a fost tradus în 1823 și publicat în 1826, de către Friedrich Heinrich Ranke, cu titlul Herbei, o ihr Gläub'gen.
În limba română au existat mai multe versiuni: unele fiind traduceri din latină, altele din engleză, iar altele fiind compoziții independente, adaptate după melodia originallă. Versiunea cea mai cunoscută e Creștinilor, astăzi, de origine romano-catolică.

## Prima strofă
Originalul în latină
Adeste fideles, laeti triumphantes,
Venite, venite in Bethlehem.
Natum videte Regem angelorum,
Venite adoremus (3x),
Dominum.
În engleză
O come all ye faithful, joyful and triumphant
O come ye, o come ye to Bethlehem
Come and behold him, born the King of Angels
O come let us adore him (3x),
Christ the Lord.
În franceză
Accourez, fidèles, joyeux, triomphants:
Venez, venez à Bethléem.
Voyez le roi des Anges qui vient de naître.
Venez, adorons,
Venez adorons le Seigneur.
În germană
Herbei, o ihr Gläub´gen, fröhlich triumphieret, 
O kommet, o kommet nach Bethlelem!
Sehet das Kindlein, uns zum Heil geboren!
O lasset uns anbeten (3x)
Den König, den Herrn.

În italiană
Venite, fedeli, l’angelo ci invita,
venite, venite a Betlemme.
Nasce per noi Cristo Salvatore.
Venite, adoriamo, venite, adoriamo,
venite, adoriamo il Signore Gesù!
În neerlandeză
Komt allen tezamen, jubelend van vreugde,
Komt nu, o komt nu naar Bethlehem.
Ziet nu de Vorst der eng'len, hier geboren,
Komt laten wij aanbidden (3x),
Die(n) koning.

În română
Haidați credincioși, Îngerul ne cheamă,
Haidați, haidați în Viflaim.
Astăzi pentru noi se naște Hristos mântuitorul.
Haidați să ne închinăm lui, (x3)
Haidați să ne închinăm lui Hristos.

## Ecouri literare
În literatură, găsim în secolul al XIX-lea ecouri ale difuzării imnului. 
- Astfel Joris-Karl Huysmans, în romanul său En route (în română: „Pe drum”), din 1895, evocă de mai multe ori «vechiul cântec ritmat» Adeste fideles, care face să vibreze asistența la slujba de Crăciun.

- Deja Balzac în 1833, în Eugénie Grandet, pare să facă referire la același imn, când utilizează titlul „Venite adoremus”: «Pentru Eugénie, aceste cuvinte: draga mea Annette, iubita mea, răsunau în inima ei ca cea mai frumoasă limbă a iubirii și-i mângâiau sufletul ca, în copilărie, notele divine ale Venite adoremus repetate de orgă, îi mângâiau urechea». (pagina 103).

- Paul Claudel a relatat convertirea sa religioasă de la 25 decembrie 1886, în Catedrala Notre-Dame din Paris, asistând la slujba din seara de Crăciun; el este copleșit de Magnificat[5] și de Adeste Fideles: «Lacrimile și suspinele veniseră, iar cântecul atât de tandru al Adeste adăuga mai mult emoției mele».[6]

## Legături externe
- Text, translations and settings of "Adeste fideles" in the Choral Public Domain Library (ChoralWiki)
- Free sheet music of "O Come, All ye Faithful" for SATB from Cantorion.org
- Adeste, Fideles – two 19th-century arrangements
- Original Latin and English translation
- "O Come, All Ye Faithful", sung to the arrangement by David Willcocks pe YouTube